# Madagascar (filme)
Madagascar (bra: Madagascar; prt: Madagáscar) é um filme de animação estadunidense dos gêneros comédia e aventura de 2005, produzido pela DreamWorks Animation e distribuído pela DreamWorks Pictures. Foi dirigido por Eric Darnell e Tom McGrath (este último em sua estréia como diretor) a partir de um roteiro de Mark Burton, Billy Frolick, Eric Darnell e Tom McGrath e conta com Ben Stiller, Chris Rock, David Schwimmer, Jada Pinkett Smith, Sacha Baron Cohen, Cedric the Entertainer e Andy Richter no elenco original de dublagem. A trama do filme gira em torno de quatro animais do Zoológico do Central Park que inesperadamente se encontram presos em Madagascar e precisam aprender a se adaptar à natureza.
Madagascar foi lançado nos cinemas americanos em 27 de maio de 2005. Apesar de receber críticas mistas dos críticos, foi um sucesso comercial nas bilheterias. O filme originou uma franquia de longas, incluindo duas sequências diretas: Madagascar: Escape 2 Africa, de 2008, e Madagascar 3: Europe's Most Wanted, de 2012, ambos recebidos mais positivamente; um spin-off com os pinguins da série, Penguins of Madagascar, foi lançado em 26 de novembro de 2014.

## Elenco
| Personagem       | Animal                  | Intérprete             | Voz portuguesa         | Dublagem Brasileira                                    |
| ---------------- | ----------------------- | ---------------------- | ---------------------- | ------------------------------------------------------ |
| Alex             | Leão                    | Ben Stiller            | Pedro Laginha          | Alexandre Moreno                                       |
| Marty            | Zebra                   | Chris Rock             | Rui Oliviera           | Felipe Grinnan                                         |
| Melman           | Girafa                  | David Schwimmer        | Bruno Nogueira         | Ricardo Juarez                                         |
| Glória           | Hipopótamo              | Jada Pinkett Smith     | Leonor Alcácer         | Heloísa Perissé                                        |
| Julien           | Lémure-de-cauda-anelada | Sacha Baron Cohen      |                        | Guilherme Briggs                                       |
| Maurice/Maurício | Aie-aie                 | Cedric the Entertainer | Ricardo Araújo Pereira | Marcelo Torreão / Ricardo Schnetzer                    |
| Mork/Mort/Bart   | Microcebus              | Andy Richter           |                        | Christiano Torreão                                     |
| Capitão          | Pinguim                 | Tom McGrath            | Tiago Dores            | Paulo Vignolo (1º voz) Claúdio Galvan (2º voz e atual) |
| Kowalski         | Pinguim                 | Chris Miller           | José Diogo Quintela    | Eduardo Dascar                                         |
| Rico             | Pinguim                 | John DiMaggio          | Ricardo Araújo Pereira | Marcelo Sandryni                                       |
| Recruta/Soldado  | Pinguim                 | Christopher Knights    | Miguel Góis            | Gustavo Veiga                                          |
| Vovó             | Humano(a)               | Elisa Gabrielli        |                        | Geisa vidal                                            |
| Policial         | Humano(a)               | Steve Apostolina       |                        |                                                        |
| Repórter         | Humano(a)               | Devika Parikh          |                        |                                                        |
| Cavalo policial  | Cavalo                  | David Cowgill          |                        |                                                        |
| Mason            | Chimpanzé               | Conrad Vernon          |                        | Pedro Eugênio                                          |
| Phil             | Chimpanzé               | Edward Norton          |                        |                                                        |

## Produção
De acordo com o codiretor Tom McGrath, a ideia para Madagascar começou como uma simples "incitação de uma frase" e levou dois anos de desenvolvimento para que a ideia fosse refinada a ponto de os quatro personagens principais serem finalizados. Em 1998, a DreamWorks e a PDI começaram o desenvolvimento de um filme de animação intitulado "Rockumentary", que apresentava uma banda de rock formada por pinguins baseada nos Beatles e seria dirigido por Eric Darnell, depois que ele terminasse seu trabalho em Antz. Tal ideia foi descartada em 2001, mas depois que a produção de Madagascar começou, Darnell decidiu reviver os pinguins como uma "unidade de agentes secretos" em vez de uma banda de rock.
No roteiro original, Glória estava grávida devido ao programa de reprodução do zoológico e o bebê nasceria na ilha de Madagascar. Melman, que tinha uma queda por Gloria, ajudaria a criar o filho como se fosse seu. A ideia foi cortada da versão final porque o público de teste achou que o enredo da gravidez era muito maduro para um filme de família e se sentiu desconfortável com a união de Melman e Gloria por conta de ambos serem de espécies diferentes. No entanto, a ideia de Melman nutrir um amor por Gloria foi utilizada para os filmes seguintes. Melman foi originalmente planejado para ser um ocapi, mas foi alterado para uma girafa porque era um animal mais familiar.
Originalmente, Julien pretendia ser um personagem secundário com apenas duas falas. Entretanto, quando Sacha Baron Cohen fez o teste para o papel, ele improvisou não apenas um sotaque indiano, mas oito minutos de diálogo para sua gravação. Os cineastas acharam a atuação de Cohen tão engraçada que reescreveram o roteiro e fizeram de Julien um personagem muito mais proeminente na história como "Rei dos Lêmures". Dana Carvey foi originalmente oferecido um papel, mas ele recusou porque estava ocupado criando filhos na época.

## Recepção

### Bilheteria
O filme se tornou um sucesso comercial. Em seu fim de semana de estreia, o filme arrecadou US$ 47.224.594 com uma média de US$ 11.431 em 4.131 cinemas, tornando-se o filme número três daquele fim de semana, atrás de Star Wars: Episódio III – A Vingança dos Sith e The Longest Yard. Na semana seguinte, Madagascar alcançou o primeiro lugar nas bilheterias dos Estados Unidos, obtendo uma receita bruta de US$ 28.110.235. Nos Estados Unidos, o filme encerrou seu circuito nos cinemas acumulando US$ 193.595.521 e US$ 362.964.045 em outros países, perfazendo um total mundial de US$ 556.559.566.

### Crítica
No Rotten Tomatoes, o filme recebeu 54% de aprovação com base em 189 resenhas, com nota média de 6,1/10; o consenso crítico diz: "Embora sua história seja problemática em alguns pontos e seu humor seja imprevisível para o público adulto, Madagascar possui visuais impressionantes e charme corajoso o suficiente para manter as crianças entretidas". No Metacritic, Madagascar possui uma pontuação 57/100, com base em 36 críticas, indicando "críticas mistas ou médias". O público consultado pelo CinemaScore deu ao filme uma nota média "A–" em uma escala de "A+" a "F".
Paul Arendt, da BBC, deu ao filme quatro de cinco estrelas, escrevendo: "Também é um prazer ver um desenho animado tão decididamente desprovido de sentimento, uma postura confirmada pela morte hilária de um patinho angelical. Altamente recomendado para crianças e adultos". Jeff Strickler, crítico de cinema do jornal Star Tribune, deu ao filme três de quatro estrelas, descrevendo-o como um "filme infantil bem-humorado" e escrevendo: "Esta comédia animada por computador faz reverências suficientes ao humor adulto para que os pais não fiquem entediados, mas é claramente voltado para o público infantil". Ann Hornaday, do The Washington Post, descreveu o filme como "extremamente divertido" e escreveu: "junto com clássicos recentes como Shrek e The Incredibles, Madagascar certamente ocupará um lugar merecido nas prateleiras de vídeos de milhões de famílias como um grampo confiável de sábado à noite". Kenneth Turan, do Los Angeles Times, descreveu o filme como "uma confecção agradável e bem-humorada que tem todos os tipos de diversão relaxada, trazendo conhecimento farto de animação por computador para o mundo ante os antiquados desenhos animados de Looney Tunes. Paul Clinton, da CNN, escreveu que o filme foi "uma delícia" e acrescentou: "os co-roteiristas e os diretores McGrath e Eric Darnell, junto com toda a sua equipe, fizeram um ótimo trabalho com sua doce e caprichosa história".
O crítico Roger Ebert deu ao filme duas estrelas e meia de quatro em sua crítica, escrevendo que o filme "é engraçado, especialmente no início, e bonito em um estilo de desenho retrô", mas acrescentou: "em um mundo onde as apostas foram aumentadas por Finding Nemo, Shrek e The Incredibles, este filme representa um retrocesso para um tipo de entretenimento animado mais convencional". Philippa Hawker, do jornal australiano The Sydney Morning Herald, também deu ao filme 2,5/4 estrelas, escrevendo: "Madagascar, apesar de alguns momentos de tolice, parece definido por uma fórmula que não pode deixar de agradar, em um nível básico, mas nunca se sente inspirado pela imaginação". Rick Groen do canadense The Globe and Mail deu ao filme 2/4 estrelas, descrevendo o roteiro do filme como "um fio fino que poderia ter deixado Frajola e Piu-Piu orgulhosos, mas desaparece em ação quando esticado por mais de oitenta minutos". A. O. Scott, do The New York Times, escreveu que o filme "não desperta nenhum sentimento de admiração, exceto na medida em que você se pergunta, ao assisti-lo, como tanto talento, habilidade técnica e dinheiro podem somar tão pouco".

## Prêmios e indicações
| Prêmio                     | Categoria                                       | Obs.                | Resultado |
| -------------------------- | ----------------------------------------------- | ------------------- | --------- |
| AFI's 10 Top 10            | Animado                                         |                     | Indicado  |
| Annie Award                | Melhor Animação                                 |                     | Indicado  |
| Annie Award                | Efeitos de animação                             | Matt Baer           | Indicado  |
| Annie Award                | Efeitos de animação                             | Rick Glumac         | Indicado  |
| Annie Award                | Efeitos de animação                             | Martin Usiak        | Indicado  |
| Annie Award                | Melhor design em uma produção de Animação       | Craig Kellman       | Indicado  |
| Annie Award                | Música em uma Produção de Animação              | Hans Zimmer         | Indicado  |
| Annie Award                | Desenho de Produção em uma produção de Animação | Yoriko Ito          | Indicado  |
| Annie Award                | Storyboards em um Produção de Animação          | Tom McGrath         | Indicado  |
| Annie Award                | Storyboards em um Produção de Animação          | Catherine Yuh Rader | Indicado  |
| Kids' Choice Awards (2006) | Filme de animação favorito                      |                     | Venceu    |

## Mídia doméstica
Madagascar foi lançado em DVD e VHS em 15 de novembro de 2005 pela DreamWorks Pictures, DreamWorks Home Entertainment e ARC Entertainment. O DVD do filme incluía o curta-metragem de animação The Madagascar Penguins in a Christmas Caper, e um videoclipe da música "I Like to Move It", com personagens do filme dançando ao som da música.
O filme foi lançado em Blu-ray duas vezes em 2008 e 2012.[carece de fontes?]

## Trilha sonora
| N.º            | Título                   | Compositor(es)                                                 | Artista                                                 | Duração |  |
| 1.             | "Best Friends"           | Hans Zimmer, Heitor Pereira, Ryeland Allison & James S. Levine |                                                         | 2:24    |  |
| 2.             | "I Like to Move It"      | Erick Morillo & Mark H. Quashie                                | Erick Morillo (Instrumental) Sacha Baron Cohen (Vocals) | 3:51    |  |
| 3.             | "Hawaii Five-O"          | Morton Stevens                                                 | The Ventures                                            | 1:49    |  |
| 4.             | "Boogie Wonderland"      | Allee Willis & Jonathan G. Lind                                | Earth, Wind & Fire                                      | 4:49    |  |
| 5.             | "Whacked Out Conspiracy" | James Dooley                                                   |                                                         | 2:16    |  |
| 6.             | "Chariots of Fire"       | Evangelos Papathanassiou                                       | Vangelis                                                | 3:29    |  |
| 7.             | "Stayin' Alive"          | Barry Gibb, Maurice Gibb & Robin Gibb                          | The Bee Gees                                            | 4:44    |  |
| 8.             | "Zoosters Breakout"      | Hans Zimmer                                                    |                                                         | 1:39    |  |
| 9.             | "Born Free"              | John Barry                                                     |                                                         | 1:24    |  |
| 10.            | "The Fossa Attack"       | Heitor Pereira                                                 |                                                         | 0:37    |  |
| 11.            | "Beacon of Liberty"      | Hans Zimmer & James S. Levine                                  |                                                         | 2:09    |  |
| 12.            | "What a Wonderful World" | Bob Thiele & George David Weiss                                | Louis Armstrong                                         | 2:16    |  |
| Duração total: | Duração total:           | Duração total:                                                 | Duração total:                                          | 31:27   |  |